# Règles de composition dans la peinture occidentale
Les règles de composition en peinture occidentale sont un ensemble de techniques qui varient suivant les peintres, les styles, les mouvements et les époques et qui peuvent être aussi mélangées. 

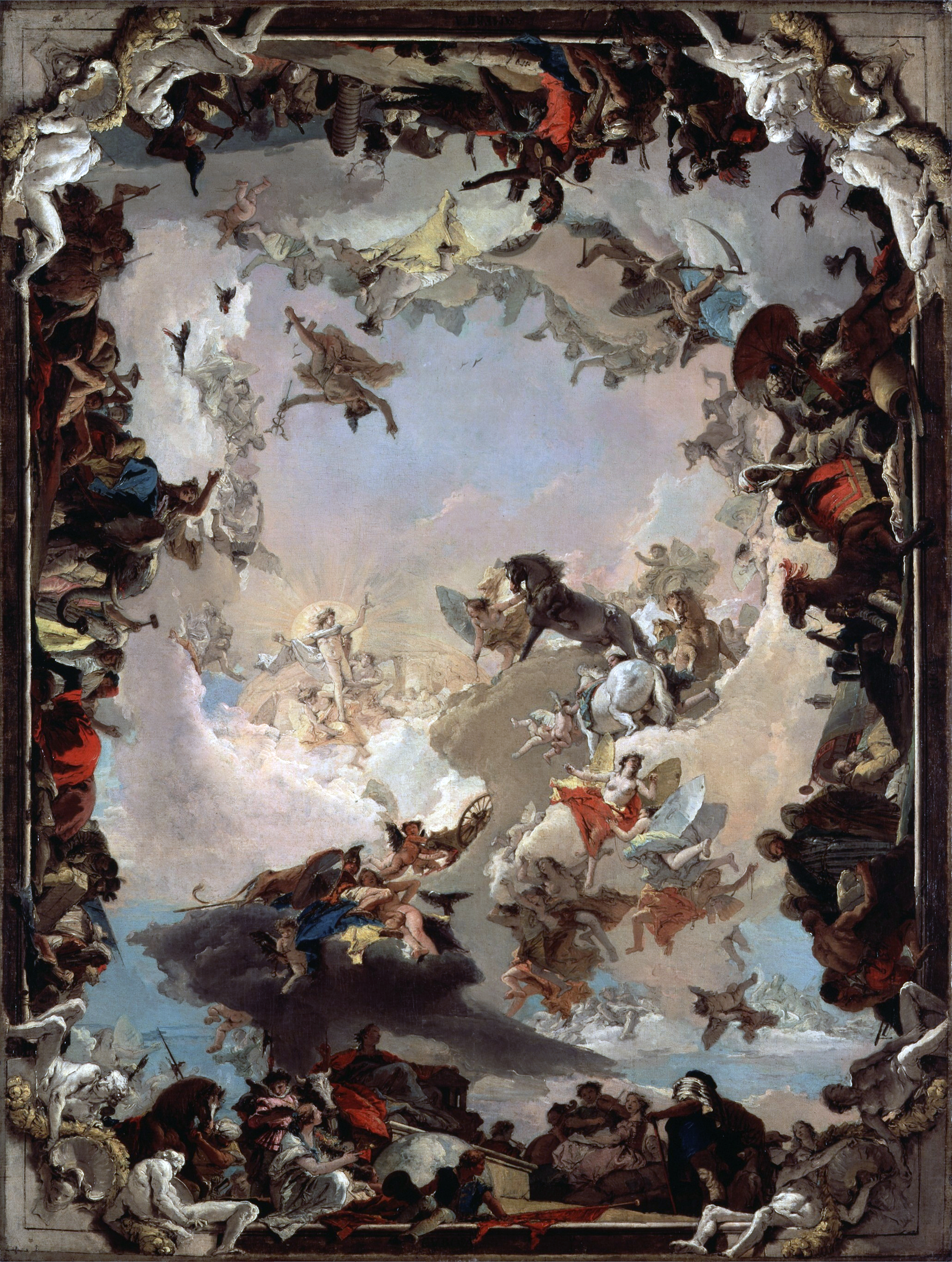
Un exemple de grande composition dans un plafond de Tiepolo : tous les personnages sont placés sur des cercles et des ellipses qui se resserrent vers le soleil et Apollon, au centre.

## Art des diagonales

La Flagellation du Christ, de Piero della Francesca, est un exemple d'utilisation du rectangle d'harmonie, et souvent, mais d'une manière inexacte, citée comme exemple du nombre d'or.

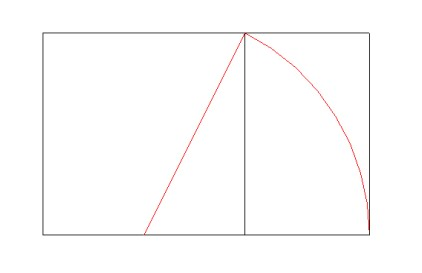
Tracé du rectangle d'or.

Les règles de composition géométrique sont appelées aussi « art des diagonales ».

## La porte d’harmonie
La dénomination a été popularisée par Paul Sérusier, en 1921, mais on la trouve dans des traités plus anciens d'architecture.

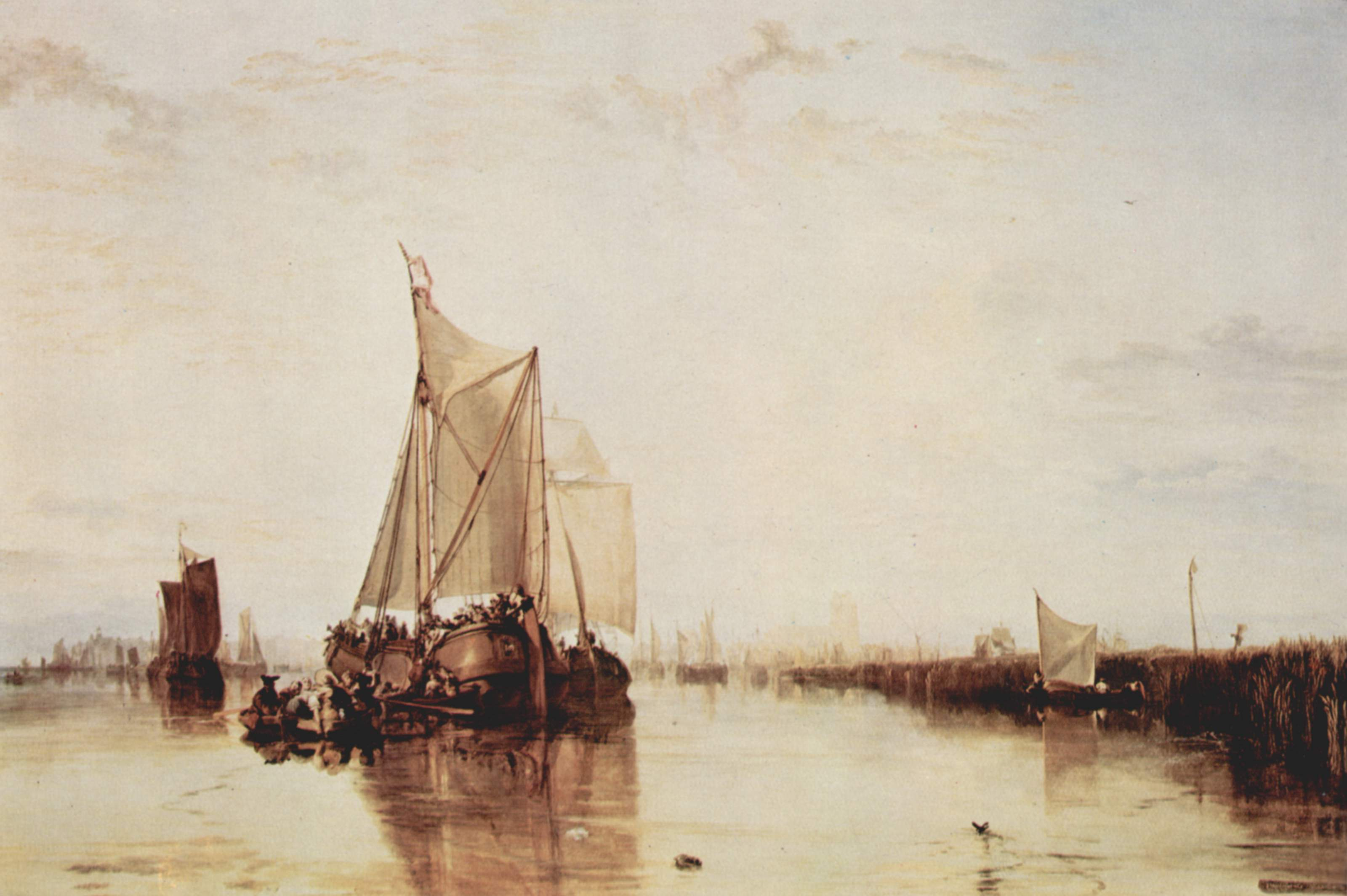
Un exemple d'utilisation par William Turner : le bateau est situé à l'intersection de la ligne d'horizon, de la diagonale ascendante du format et de la verticale du grand mat.

La diagonale du carré, reportée sur la base du carré, permet d’obtenir un rectangle de côté a et de longueur b dont le rapport b/a est égal à la racine carrée de 2 (1,414...). Les formats de papier A, B et C (qui suivent la norme ISO 216) suivent cette proportion.
Le côté vertical du carré absorbé par le format est qualifié de « ligne de force ». Cette ligne de force est située approximativement au tiers (en fait 0,71 au lieu de 0,67) de la composition, et cette proportion a donné naissance à la règle des tiers.
Si le peintre précurseur de l’impressionnisme, Turner, a utilisé ce type de composition, on le trouve également dans La Flagellation du Christ, de Piero della Francesca, au XVe siècle.

## Règle du nombre d’or
En traçant un carré, puis en rabattant le rayon obtenu du milieu d’un côté d’un coin sur le même côté, on obtient un rectangle dont les proportions sont telles que le petit rectangle augmentant le carré initial comporte aussi, entre ses côtés, la même proportion dite nombre d’Or, soit approximativement 1,618.
Un autre moyen d'obtenir un rectangle analogue est de tracer un rectangle de valeur de 5 de côté et de 8 de longueur.
Les châssis de peintures de format M (« marine ») vérifient théoriquement cette proportion, et ceux de format F (« figure ») sont en principe faits de deux M, mais le passage des anciennes mesures au système métrique a nui à cette formule.
C'est une théorie répandue par Matila Ghyka, mais dénoncée par Marguerite Neveux comme étant une construction après coup. Les peintres de la Renaissance, de l’époque classique, de l’École de Puteaux au XXe siècle, le cubisme analytique, entre autres, auraient utilisé cette formule de composition pour partager leur tableau en deux moitiés inégales.
Sa légende mythologique et symbolique vient aussi du fait que l’on dessine un irrationnel qui gagne une décimale à chaque agrandissement du dessin, ce qui a fasciné les mathématiciens.
On remarque que la ligne de force représentée par le côté du carré absorbé dans le rectangle est, comme dans le cas de la Porte d'Harmonie, située approximativement au tiers de la largeur du rectangle (en fait 0,62 au lieu de 0,66).

## Les lignes de force

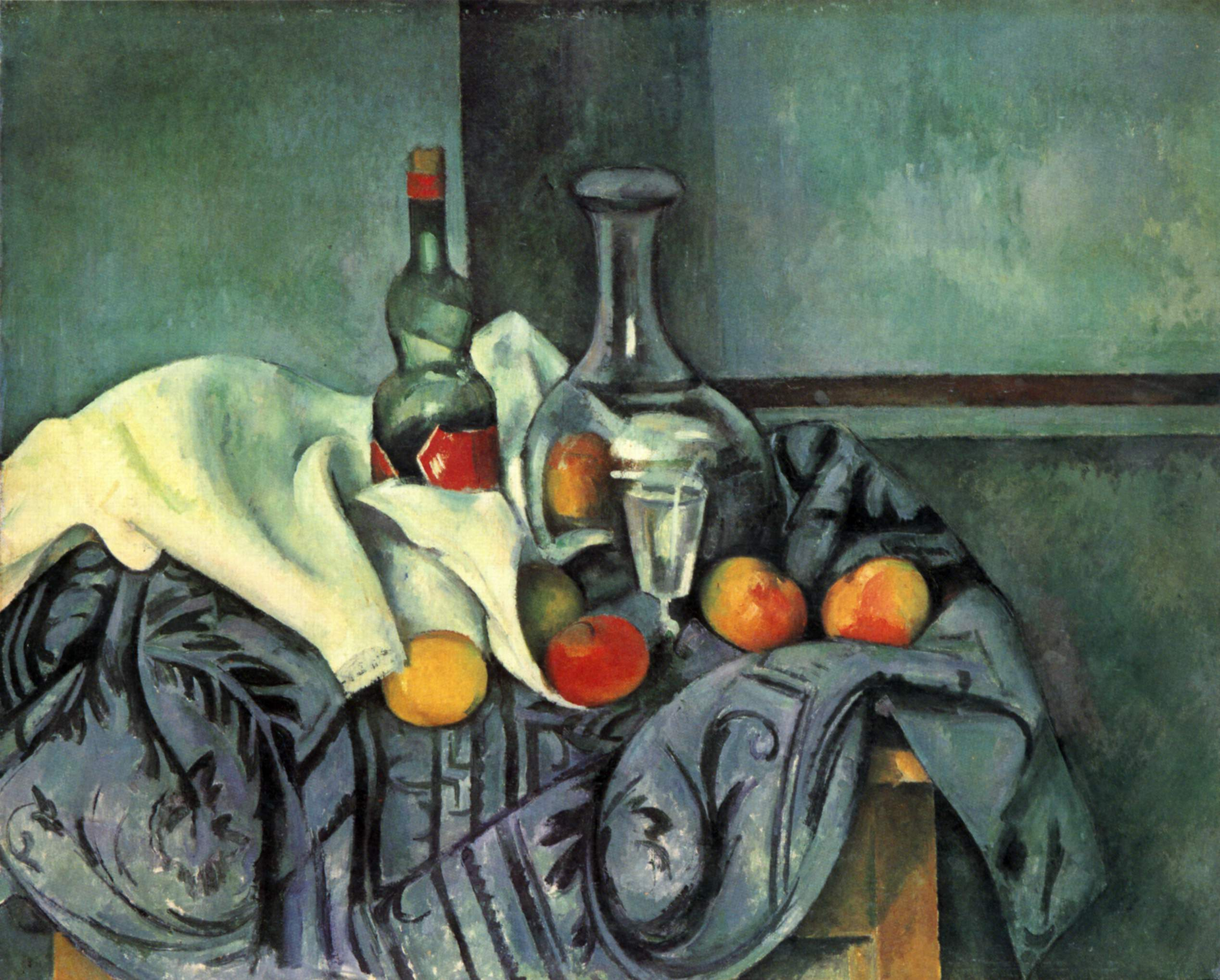
Chez Cézanne, l'organisation du tableau est soulignée par l'utilisation des verticales et des horizontales sur le mur du fond.

Ce sont les lignes qui dirigent l'organisation spatiale du tableau et construisent l'équilibre de l'image. Les axes sont tracés réellement dans l'image, comme la ligne d'horizon ou le bord de mer, ou virtuellement, par la lecture des plans et des masses colorées (limites de contrastes, zones de lumière…).
Les lignes de force peuvent s'agencer de manières différentes (pyramide, lignes horizontales, verticales ou obliques, vide et plein). Elles ont toujours une signification :
1. La pyramide : elle établit une hiérarchie, celui qui est à la pointe est le plus important.
2. Les horizontales, verticales et obliques : elles aident à disposer les motifs et les lignes peuvent exprimer des sentiments (aggraver ou améliorer la situation), créer des tensions ou adoucir, selon le sujet du tableau.
3. Le vide et le plein : ils sont importants l'un comme l'autre, car ils jouent un rôle de mise en valeur. Le vide a, lui, une fonction de « silence ».

## Point de force
Les intersections entre les différentes lignes de force sont nommées  « points de force » ou « centres ».

## Centre
C’est le centre d’intérêt où convergent les lignes de force. Il est recommandé qu’il ne soit pas au centre géométrique du tableau.

## Composition dite de «Charles VII»

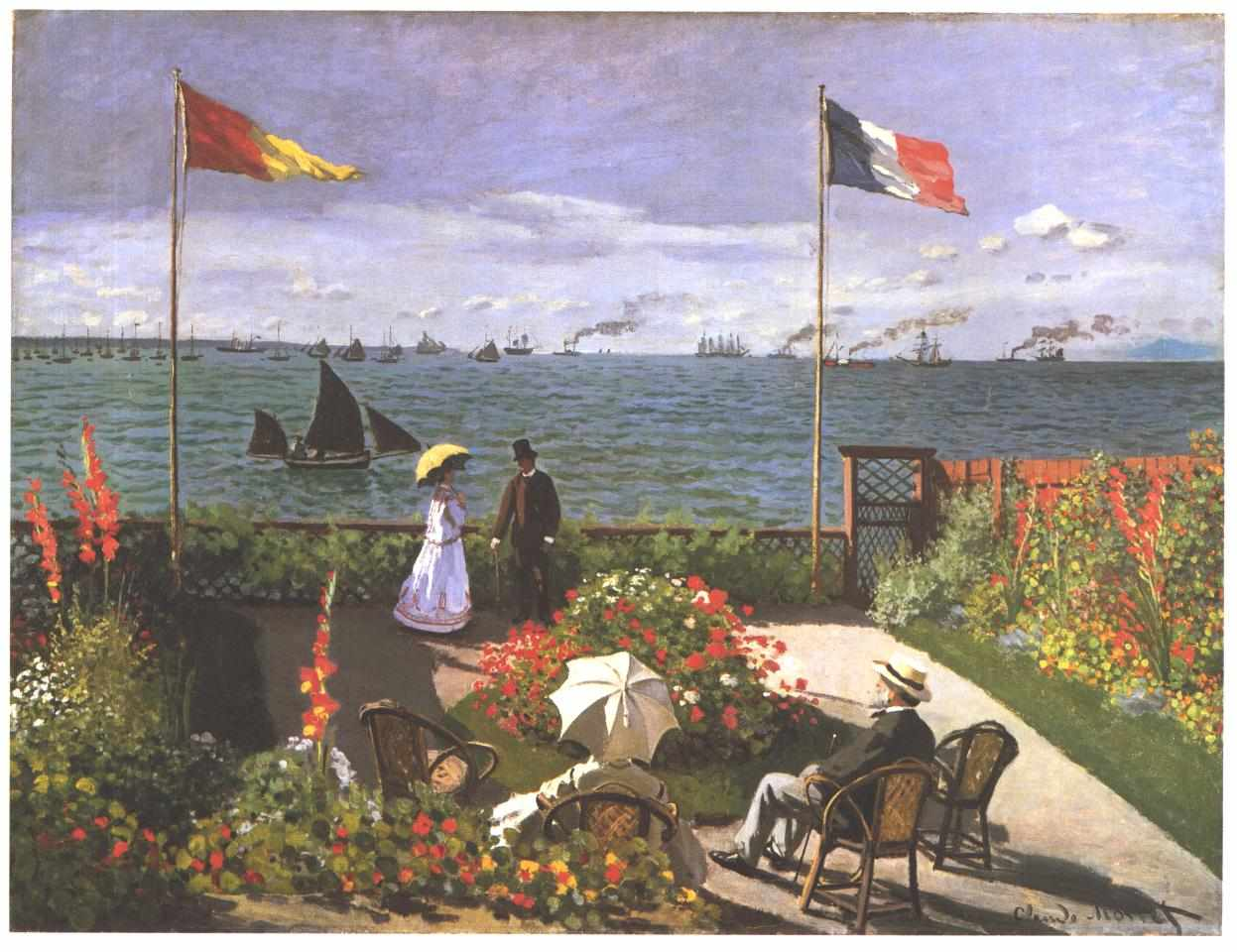
Un aperçu chez Monet : en coupant verticalement en deux le tableau, on obtient en bas deux carrés égaux alignés sous la ligne d'horizon.

Sur un format F (« figure »), tracer la verticale parallèle au petit côté coupant le format en deux. Tracer une horizontale parallèle à la longueur de manière à obtenir deux carrés joints. Cette horizontale est systématiquement la ligne d’horizon chez les impressionnistes. C'est une technique classique de l’Académie et des Beaux Arts au XIXe siècle.

## Composition académique centrée

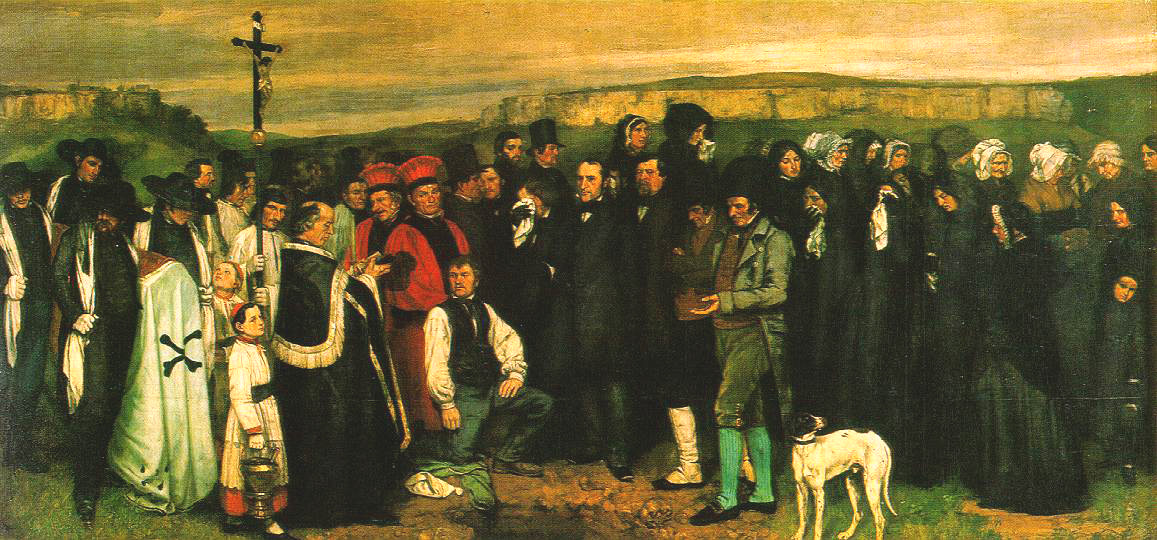
Comme souvent chez Courbet, le format est divisé en parts égales par le centre (Un enterrement à Ornans).

Diviser le format en quatre parties égales, puis tracer les grandes diagonales du format et les petites diagonales des 4 rectangles obtenus, de manière à obtenir un losange. L’ensemble donne une composition centrée où tous les éléments sont également répartis. Procédé utilisé par David, Gros ou Courbet.

## Spirale
En rapportant au compas la longueur du rectangle sur la hauteur de celui-ci, et en répétant l’opération, on décrit une spirale dite de Fibonacci.
Ces spirales ont été utilisées pour tracer les plafonds et la grande peinture décorative, comme chez les Vénitiens, Tiepolo ou Art contemporain par Mario Merz.

## Règle des tiers
Cette règle bien connue des photographes (voir composition photographique) est à mi-chemin entre les compositions en Porte d’harmonie et du Nombre d'Or. En effet, les lignes de force verticales de la composition en Porte d'Harmonie se trouvent à 29 % et 71 % de la base du cadre, et à 38 % et 62 % en composition de la Règle d'Or. Avec la règle des tiers, on se trouve à 33 % (soit (29%+38 %)/2) et 66 % (soit (71%+62 %)/2).
Elle est particulièrement adaptée au format 4/3 ou 16/9 des films et capteurs photographiques, et surtout simple à retenir.

## Perspective

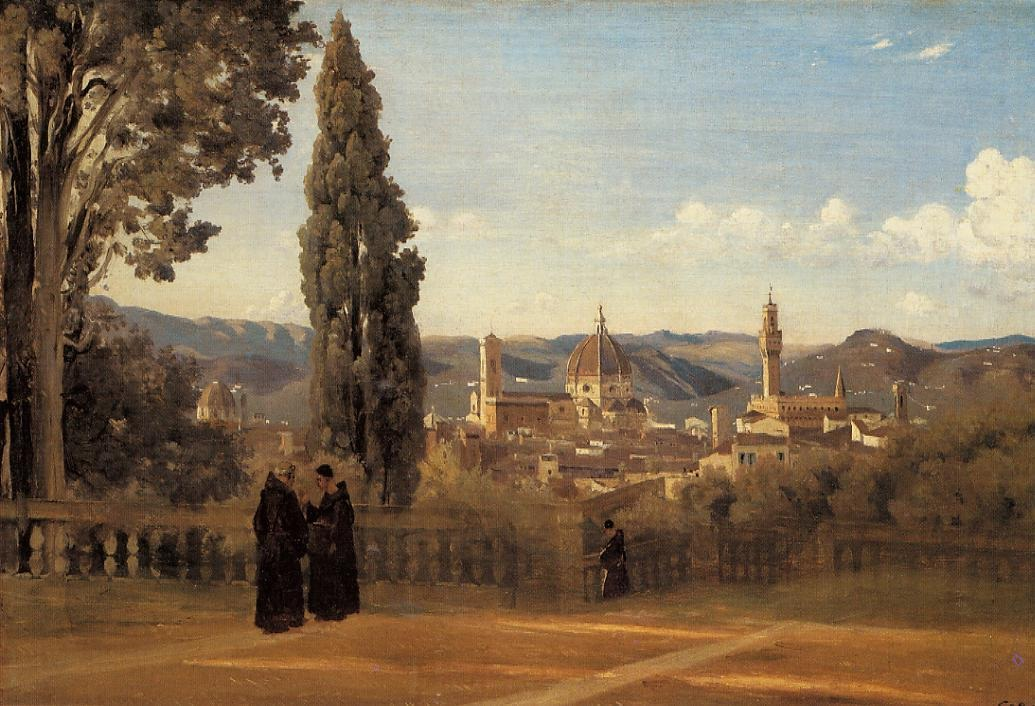
Vue de Florence par Corot. Le sujet, la ville, est au second plan, les couleurs les plus foncées et les plus chaudes sont au premier plan, les dégradées et les froides au troisième plan.

L’ensemble des procédés de perspective est un des moyens de composition de l’image. Il en existe de nombreux types :
- Perspective des paysagistes, ou perspective atmosphérique : par la dégradation de la valeur la plus foncée au premier plan vers la plus claire au dernier plan, on obtient une perspective en valeurs.
- Accentuation de la dite perspective atmosphérique par les couleurs : par le placement cohérent des couleurs chaudes au premier plan, et les plus froides à l’horizon, on obtient l’accentuation et le sentiment atmosphérique. Les couleurs chaudes sont définies comme « saillantes », les froides comme « fuyantes ».

## Règles des trois plans
Il consiste à dessiner le tableau en trois plans successifs en prenant soin de placer le sujet au second plan. Ce principe a été très largement utilisé au XVIIIe siècle par Watteau, Turner, Constable ou par les impressionnistes.
Au premier plan on place les  noirs et les blancs ; au second plan les ocres, les jaunes, les verts ; au troisième plan les bleus, les violets.

## Tracé régulateur

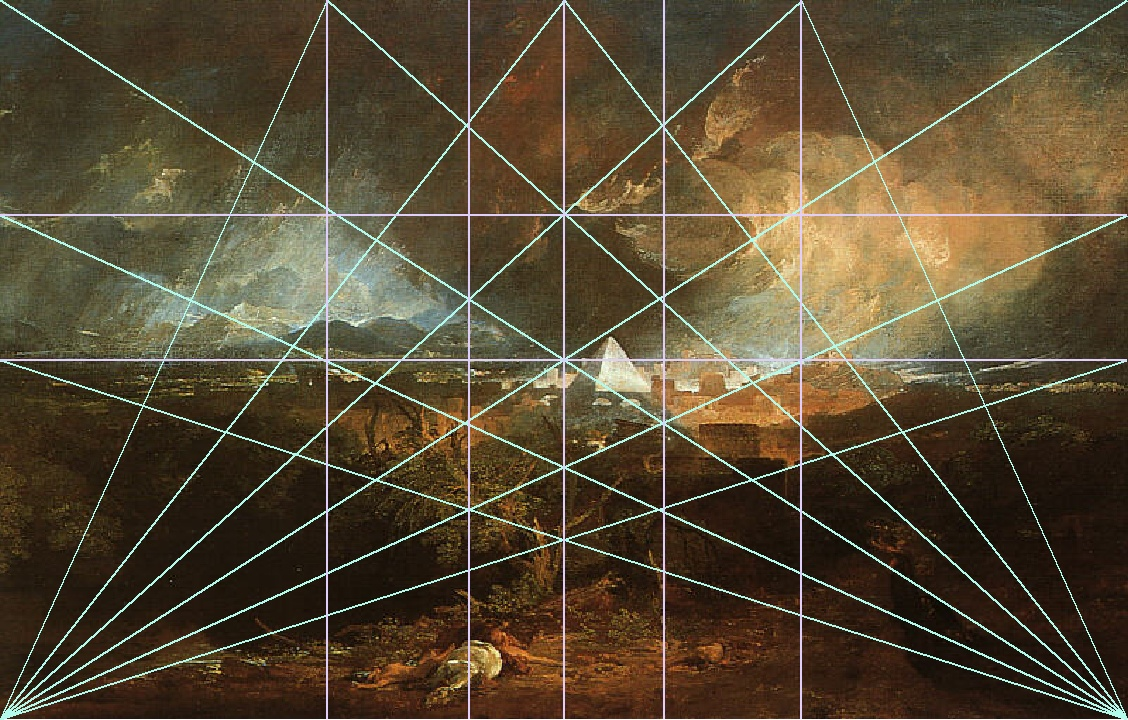
Exemple de tracé régulateur a posteriori.

Le dessin des lignes de force et les diagonales constituent le tracé régulateur. Il peut être préexistant au tableau (Piero della Francesca, Seurat…) ou, a posteriori, comme moyen d’analyse (cubisme analytique…).

## Sens de la lumière

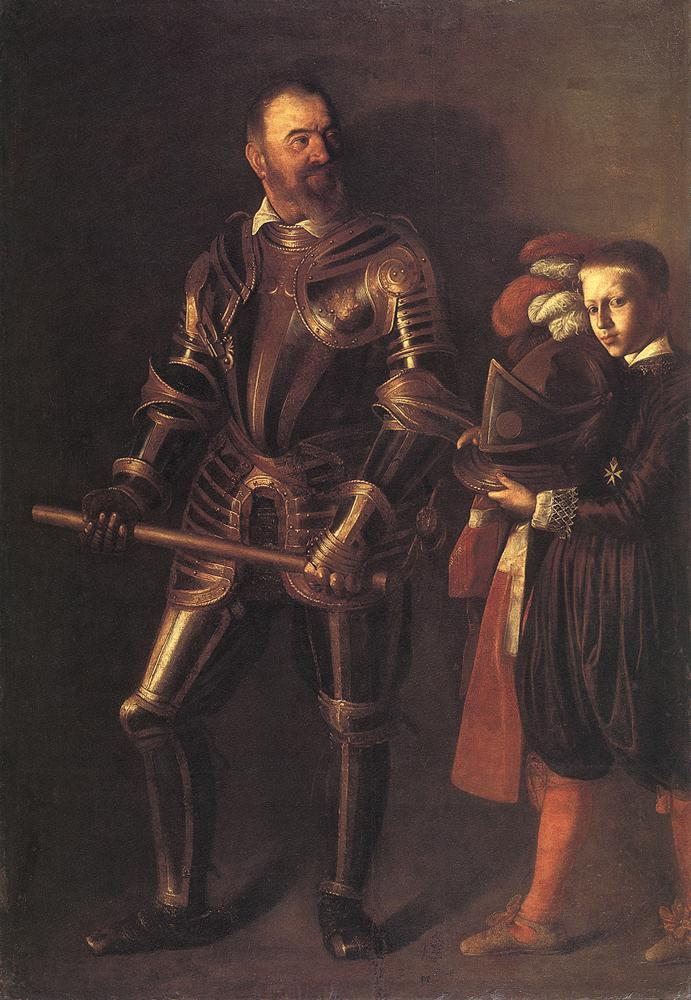
Dans ce portrait du Caravage, en clair-obscur, la lumière vient de la gauche et donne l'ombre à droite.

Dans la peinture académique, la lumière directionnelle doit venir d’en haut à gauche, l’ombre principale se situant en bas à droite. Courbet a rompu cette tradition après l’apparition de la photographie.
La technique du clair-obscur consiste à éclairer violemment une scène se déroulant dans la pénombre ou l'obscurité, les couleurs sont alors rompues dans l'ombre par leur valeur. (Tintoret, Caravage, Rembrandt…).

## Couleur
Divisionnisme de la couleur
Ensemble des effets obtenus par division de la couleur et de la touche, tels que les ont définis le chimiste Michel-Eugène Chevreul, les physiciens Wilhelm von Bezold et Ogden Rood, et auxquels se sont soumis les impressionnistes (cf. les lettres de Camille Pissarro).

## Couleur bouchée
Couleur de l’ombre ou de la lumière qui n’est pas correctement évaluée dans l’espace figuré du tableau. En général, elle est trop saturée.[réf. nécessaire]

## Règle de la valeur
Règle essentielle de l’École de Paris (de 1910 à 1960), où la couleur est privilégiée dans sa gradation vers le noir plutôt que dans sa dégradation vers le blanc.

## Degré de saturation: «push and pull»
Règle essentielle de l’enseignement de Hans Hofmann, où la couleur est considérée dans sa gradation vers sa saturation, dite de « push and pull » (« pousser et  tirer ») qui peut être définie comme la règle du contraste d’intensité.
- École de New York
- All-over
- Color Field painting

## Règle du contraste simultané

Un développement des théories de Chevreul, ici par Johannes Itten.

La loi du contraste simultané des couleurs a été définie par Michel-Eugène Chevreul. Elle a été utilisée par les impressionnistes, les cubistes, Delaunay, Duchamp, Andy Warhol, les artistes du Pop art...

## Interaction des couleurs
L’interaction des couleurs, par Joseph Albers, est une tentative de synthèse de l’ensemble des théories sur la couleur.

## Pattern ou motif répété
Les compositions en pattern, (de l'américain « patron »), désignent la répétition systématique d'un même motif, d'un même dessin préparatoire, ou d'une même structure « préétablie » sur une série de tableaux ou dans une même toile. Ce type de composition est apparu avec la peinture américaine des années 1950 et années 1960. On en trouve dans l'expressionnisme abstrait, le minimalisme, chez Pollock, Claude Viallat, Warhol…).
Un des tout premiers à avoir inventé et utilisé ce type de composition est Claude Monet, avec la Série des Cathédrales de Rouen ou Les Nymphéas.

## Refus des règles de composition
Un certain nombre d’artistes refusent les règles académiques décrites ci-dessus, au nom de la liberté créatrice ou de leur croyance.
En particulier les surréalistes, au nom de l’instinct pour l’Art naïf[réf. nécessaire], ou au nom du refus de la culture, en particulier chez Jean Dubuffet, qui préfère les personnes indemnes de toute culture artistique dont il réunit les travaux dans sa Collection de l'art brut : « Nous entendons par là (Art brut) des ouvrages exécutés par des personnes indemnes de culture artistique, dans lesquels donc le mimétisme, contrairement à ce qui se passe chez les intellectuels, ait peu ou pas de part, de sorte que leurs auteurs y tirent tout (sujets, choix des matériaux mis en œuvre, moyens de transposition, rythmes, façons d’écritures, etc.) de leur propre fond et non pas des poncifs de l’art classique ou de l’art à la mode. Nous y assistons à l’opération artistique toute pure, brute, réinventée dans l’entier de toutes ses phases par son auteur, à partir seulement de ses propres impulsions. De l’art donc où se manifeste la seule fonction de l’invention, et non celles, constantes dans l’art culturel, du caméléon et du singe. »
Les tenants des règles « géométriques » qualifient alors les seconds de « littérateurs », les seconds qualifiant les premiers de « géomètres . »[réf. nécessaire]